# Québec (mesto)
Québec ali Quebec, tudi Quebec City ali Québec City (francosko Québec / Ville de Québec) je glavno mesto kanadske province Quebec. Julija 2021 je imelo mesto 549.459 prebivalcev, metropolitansko območje po popisu prebivalstva (vključno z okoliškimi skupnostmi) pa 839.311 prebivalcev. Je dvanajsto največje mesto in sedmo največje metropolitansko območje v Kanadi. Je tudi drugo največje mesto v provinci, takoj za Montréalom. Ima vlažno celinsko podnebje s toplimi poletji ter hladnimi in snežnimi zimami.
Raziskovalec Samuel de Champlain je leta 1608 tukaj ustanovil francosko naselbino in prevzel ime Algonquin. Mesto Quebec je eno najstarejših evropskih naselij v Severni Ameriki. Obzidje, ki obdaja stari Quebec (Vieux-Québec), je edino utrjeno mestno obzidje, ki je ostalo v Ameriki severno od Mehike. To območje je UNESCO leta 1985 razglasil za območje svetovne dediščine kot zgodovinsko okrožje starega Quebeca.